# 吴琼开
吴琼开（1954年—），台湾云林人，汉族，中华人民共和国政治人物，海南省台湾同胞联谊会会长、台盟海南省委副主委，台湾民主自治同盟盟员，第十一届全国人民代表大会台湾地区代表。

## 生平
毕业于华南热带农业大学经贸系经济研究专业。2008年起担任全国人大代表。